# STUZZA
STUZZA (Studiengesellschaft für Zusammenarbeit im Zahlungsverkehr GmbH) war bis zum Jahr 2020 die Normierungs- und Beratungsorganisation österreichischer Banken.
In der STUZZA wurden verbindliche technische und organisatorische Normen für österreichische Banken ausgearbeitet. Beispiele sind:
- MBS – Multi Bank Standard
- eps – Electronic-Payment-Standard
- ems – e-Mandat Service
- eid – e-Identifikation
- eKontoauszug – Elektronische Kontoauszüge
- BCD – Zahlen mit Code – QR-Code für Überweisungen

Außerdem war sie auch die Vertretung in europäischen Gremien und nationalen Organisationen sowie Interessengruppen aus dem Finanzbereich.
Am 1. Oktober 2020 übertrugen die OeNB und die heimischen Banken ihre Anteile an der STUZZA an die PSA Payment Services Austria GmbH.